# Championnat de Sierra Leone de football 2021-2022
Navigation
Édition précédente Édition suivante
La saison 2021-2022 du Championnat de Sierra Leone de football est la trente-huitième édition de la Premier League, le championnat national de première division en Sierra Leone. Les dix-huit équipes se rencontrent deux fois au cours de la saison, en matchs aller-retour. À la fin du championnat, les trois derniers du classement sont relégués et remplacés par les trois meilleures formations du championnat de deuxième division.
C'est le club de Bo Rangers FC qui est sacré champion cette saison, après avoir terminé en tête du classement final, avec seize points d'avance sur le tenant du titre, East End Lions FC et vingt-six sur l'un des clubs promus de D2, Wusum Stars. Il s'agit du tout premier titre de champion de l'histoire du club.

## Participants
- Bo Rangers FC
- East End Lions FC
- Wusum Stars FC - Promu de D2
- Mighty Blackpool FC
- Kallon Football Club
- Kamboi Eagles FC
- East End Tigers FC
- Ports Authority FC
- Central Parade FC
- Diamond Stars
- Bai Burreh Warriors - Promu de D2
- Freetown City FC
- FC Johansen
- Mount Aureol SLIFA - Promu de D2
- Old Edwardians FC
- RSLAF FC
- Anti Drugs Strikers
- Sierra Leone Police FC - Promu de D2

## Compétition
Le classement est établi sur le barème de points suivant : victoire à 3 points, match nul à 1, défaite à 0.
| Rang | Équipe                 | Pts | J  | G  | N  | P  | Bp | Bc | Diff |
| ---- | ---------------------- | --- | -- | -- | -- | -- | -- | -- | ---- |
| 1    | Bo Rangers FC          | 78  | 34 | 25 | 3  | 6  | 53 | 17 | +36  |
| 2    | East End Lions FCT     | 62  | 34 | 17 | 11 | 6  | 42 | 22 | +20  |
| 3    | Wusum Stars FCP        | 52  | 34 | 14 | 10 | 10 | 33 | 32 | +1   |
| 4    | Mighty Blackpool FC    | 50  | 34 | 13 | 11 | 10 | 33 | 31 | +2   |
| 5    | Kallon Football Club   | 49  | 34 | 13 | 10 | 11 | 44 | 24 | +20  |
| 6    | Kamboi Eagles          | 47  | 34 | 12 | 11 | 11 | 41 | 39 | +2   |
| 7    | East End Tigers FC     | 44  | 34 | 11 | 11 | 12 | 29 | 35 | -6   |
| 8    | Ports Authority FC     | 44  | 34 | 11 | 11 | 12 | 19 | 25 | -6   |
| 9    | Central Parade         | 44  | 34 | 12 | 8  | 14 | 25 | 45 | -20  |
| 10   | Diamond Stars          | 42  | 34 | 12 | 6  | 16 | 34 | 30 | +4   |
| 11   | Bai Burreh WarriorsP   | 42  | 34 | 11 | 9  | 14 | 29 | 29 | 0    |
| 12   | Freetown City FC       | 42  | 34 | 10 | 12 | 12 | 24 | 26 | -2   |
| 13   | FC Johansen            | 42  | 34 | 10 | 12 | 12 | 22 | 26 | -4   |
| 14   | Mount Aureol SLIFAP    | 42  | 34 | 10 | 12 | 12 | 30 | 35 | -5   |
| 15   | Old Edwardians FC      | 41  | 34 | 9  | 14 | 11 | 28 | 28 | 0    |
| 16   | RSLAF                  | 38  | 34 | 8  | 14 | 12 | 19 | 27 | -8   |
| 17   | Anti Drugs Strikers    | 38  | 34 | 9  | 11 | 14 | 23 | 34 | -11  |
| 18   | Sierra Leon Police FCP | 28  | 34 | 6  | 10 | 18 | 21 | 44 | -23  |

|  | Qualification pour la Ligue des champions 2022-2023       |
|  | Qualification pour la Coupe de la confédération 2022-2023 |
|  | Relégation                                                |
|  | T : Tenant du titre P : Promu de deuxième division        |

## Bilan de la saison
| Championnat de Sierra Leone de football 2021-2022 |                           |
| Champion                                          | Bo Rangers FC (1er titre) |
| Coupes et trophées                                |                           |
| Vainqueur de la Coupe de Sierra Leone 2021-2022   | Non disputé               |
| Qualifications continentales                      |                           |
| Ligue des champions de la CAF 2022-2023           | Bo Rangers FC             |
| Coupe de la confédération 2022-2023               | Kallon Football Club      |
| Promotions et relégations                         |                           |
| Promus en Première division                       | Lambol FC                 |
| Promus en Première division                       | Luawa FC                  |
| Promus en Première division                       | Real Republicans FC       |
| Relégués en Deuxième division                     | RSLAF                     |
| Relégués en Deuxième division                     | Anti Drugs Strikers       |
| Relégués en Deuxième division                     | Sierra Leone Police FC    |